# Arachnomyces nitidus
Arachnomyces nitidus är en svampart som beskrevs av Massee & E.S. Salmon 1902. Arachnomyces nitidus ingår i släktet Arachnomyces och familjen Arachnomycetaceae.   Inga underarter finns listade i Catalogue of Life.